# Саратов (линейный корабль, 1809)
«Сара́тов» — 66-пушечный парусный линейный корабль Балтийского флота России. Был заложен 28 августа (9 сентября) 1807 года на Соломбальской верфи Архангельска, спущен на воду 19 (31) мая 1809 года. Строительство вёл Андрей Михайлович Курочкин. Относился к типу «Всеволод», был одним из двух кораблей данного типа.

## История службы
11 августа 1812 года «Всеволод» с эскадрой вице-адмирала Романа Васильевича Кроуна вышел из Архангельского порта и начале сентября 1812 года в районе Шетландских островов попал в сильный шторм, который продолжался четыре дня. Во время шторма корабль получил серьёзные повреждения, поэтому зашёл в Гётеборг на ремонт.
9 октября «Саратов» в составе эскадры прибыл в Свеаборг, а 28 октября 1812 с эскадрой Кроуна снялся со Свеаборгского рейда и отправился в Англию. Когда под управлением лоцмана корабль выходил в море, у острова Грохара (Хармая) он пробил днище камнем и затонул.
Экипаж «Саратова» был спасён.
Командиром корабля служил Ф. И. Языков.